# Vad, Tierps kommun
Vad, västra och östra, är två byar i Västlands socken i Tierps kommun i Uppsala län. Området ligger 11 km nordöst om Tierp, direkt söder om småorten Västland. SCB klassade 1995 bebyggelsen som en småort

## Historia
Vad omtalas i skriftliga handlingar första gången 1409 ('i Wadhæ'). Under 1541 består byn av 2 enheter om 1 1/2 mantal samt 2 om 1 mantal skatte, 1569 omvandlade till ett om 1 1/2 mantal och 4 om ett mantal, samt tre mantal frälse. 1558 omtalas en anläggning för ålfiske i Vad.